# Domiodol
Domiodol là một thuốc tiêu nhầy và long đờm.